# Dillinger et Capone
Pour plus de détails, voir Fiche technique et Distribution.
Dillinger et Capone (Dillinger and Capone) et un film de gangsters américain réalisé par Jon Purdy en 1995.

## Synopsis
Le 22 juillet 1934, John Dillinger est tué par le FBI en sortant d'un cinéma. En réalité, ce n'est pas lui qui a été tué mais son frère. John Dillinger en profite pour se ranger, changer d'identité, devenir agriculteur, se marier et devenir père d'un enfant. Le 16 novembre 1939, Al Capone est libéré pour raison de santé. Voulant récupérer son trésor de guerre, il s'adresse à Dillinger ; celui-ci refuse de reprendre du service mais Capone prend sa femme et son fils en otage.

## Fiche technique
- Titre : Dillinger et Capone
- Titre original : Dillinger and Capone
- Réalisateur : Jon Purdy
- Scénariste : Michael B. Druxman
- Musique : David Wurst, Eric Wurst
- Photographe : John B. Aronsona
- Durée : 95 minutes
- Date de sortie : 
  - États-Unis : 20 juin 1995 (vidéo)
- Genre : Policier

## Distribution
- Martin Sheen : John Dillinger
- F. Murray Abraham : Al Capone
- Stephen Davies : Cecil, le majordome
- Catherine Hicks : Abigail
- Don Stroud : George
- Sasha Jenson : Billy
- Michael Oliver : Sam Dalton
- Jeffrey Combs : Gilroy
- Michael C. Gwynne : Perkins
- Anthony Crivello : Lou Gazzo
- Time Winters : Eli
- Joe Estevez : Roy
- Clint Howard : Bobo
- Bert Remsen : Wheezy
- Alan Blumenfeld : Sal

## Autour du film
Il est dit dans le film que si Al Capone ne se soignait pas sa syphilis à la pénicilline, c'était par peur des piqûres. La raison est ailleurs puisque le traitement à la pénicilline n'était pas encore au point à l'époque. De plus il est impossible que Capone et Dillinger se soit rencontrées étant donné que Dillinger est mort en 1934.